# Möhlau
Möhlau este o comună din landul Saxonia-Anhalt, Germania.